# LG G3
LG G3是由LG电子开发的Android智能手机。作为2013年上市的G2的后继机，G3于2014年5月27日首次在新闻发布会上亮相，并于第二天在韩国发布。

## 产品规格

### 硬件
G3的外观采用了防刮的“金属皮质感”——由于聚碳酸酯制品在外观和感觉像金属拉丝；尽管被冠以“金属”，G3在外观上实际并未使用金属材料。精加工的目的主要是提高握持力，并且使后壳体不易被指纹污迹。

### 软件
LG G3自带Android 4.4 KitKat与自定义界面和软件。G3的用户界面进行了修订，包括新的图标和更清洁的默认字体，视觉外观上比G2的平坦。G3引入了新的软件功能包括个人数字助理“智能通知”——使用自然语言，更新的“智能键盘”可调按键高度和分析用户的打字习惯进行个性化的能力提出了上下文敏感的通知和建议它的行为，远程设备锁定和擦除；以及“内容锁定”——能够存储在一个安全的，私人区域文件的能力，无论是在内部存储器或SD卡上。